# Netiqueta
La palabra netiqueta (en inglés netiquette, de net, red, y etiquette, etiqueta) se utiliza para referirse al conjunto de normas de comportamiento general en internet, es decir, no es más que una adaptación de las reglas de etiqueta del mundo real al virtual.
Aunque normalmente las tendencias de etiqueta han evolucionado hasta llegar a formar incluso parte de las reglas de ciertos sistemas, es bastante común que las reglas de etiqueta se basen en un sistema de honor; es decir, que el infractor no recibe siquiera una reprimenda.
De la misma manera que existe un protocolo para los encuentros físicos con personas, la así llamada netiquette describe un protocolo que se debe utilizar al hacer "contacto" electrónico. Este protocolo ha sido impulsado por los propios usuarios de Internet para aportar mayor seguridad y humanidad a la comunicación y así combatir problemas de la red tales como el fraude, el spam (mensajes o correo 'basura'), los bulos (en inglés hoaxes) y las noticias bulo o noticias falsas.

## Incumbencias de la netiqueta
La netiqueta o netiquette (en inglés) comprende todas las formas de interacción directa e indirecta de un usuario con otro. Define las reglas de conducta y cortesía recomendadas en los primeros medios de comunicación disponibles a través de Internet. Entre estas, podemos destacar:
- El comportamiento en Facebook: esta es una red social con propósito de favorecer la comunicación humana y cada quien tiene la opción de hacer amigos o enemigos. De la misma manera de cuando te inscribes en un club deportivo o social, puedes jugar tenis, nadar, jugar dominó o baraja; en el ínter de todo ello, te relacionas y amistas con los que te caen bien y riñes con los que te caen mal. Aquí es enteramente igual, pero en modo virtual. Y un "muro" es análogo a la mesa que toma uno en determinado club, el que se sienta en esa mesa está sujeto a la regulación del que tiene la mesa.
- El comportamiento en el correo electrónico: la forma en que nos dirigimos a la persona, el contenido del mensaje (publicidad, spam, cadenas, etc.), el contenido de los archivos adjuntos (si se aplica), el uso de mayúsculas, etc.
- El comportamiento en los foros: el nivel de lenguaje utilizado, el formato del mensaje, distinción de ambiente, etc.
- El comportamiento en los blogs: comentarios formales o informales, concordancia del comentario con el tema, respeto hacia las otras opiniones, etc.
- El comportamiento en el chat: respeto de la temática del chat, uso de iconos moderado, conciencia de las capacidades del servidor (flooding, tamaño de los ficheros o archivos).
- El comportamiento en las redes sociales: (Twitter, Instagram, Facebook, WhatsApp...)

## Historia de la netiqueta
En un principio las redes computacionales estaban limitadas a centros de investigación científica y centros universitarios avanzados. Fueron diseñadas única y exclusivamente con el fin de almacenar datos de una manera práctica y sencilla.[cita requerida] Con el tiempo y debido al gran beneficio que suponía, se desarrollaron sistemas de discusión de temas. Fue así como surgieron los protocolos USENET; gente de cualquier lugar geográfico podía entrar a estos sitios de discusión y compartir información acerca de un tema.
Estas primeras especificaciones se centran en los sistemas más frecuentes anteriores al comienzo de la historia del ciberespacio: BBS, grupos de noticias, listas y grupos de correo electrónico, etc. Tratando de minimizar el impacto de los «flames» y los troles, al dar una base consensual estándar a los moderadores de grupos para borrar mensajes en discusiones públicas.[cita requerida]

### El inicio de los problemas
Aunque inicialmente el acceso a los sistemas de discusión anteriormente descritos estaba muy limitado, con el rápido incremento de usuarios y expansión de la red, llegaron también personas que realizaban acciones que perjudicaban a la comunidad. Empezaron a aparecer mensajes que contenían insultos, alegatos interminables y una serie de comentarios que solo lograban dañar el sistema.
Internet no tiene fronteras, por lo cual, al participar en una lista de correo es común encontrarnos con personas de otros países y otros continentes; ellos tienen otras culturas y costumbres.
Después de la aparición de esos problemas, se hizo evidente la necesidad de aplicar la urbanidad y el respeto mutuo a las comunicaciones, con el fin de evitar la perversión del sistema de Internet.

### Aparición de las reglas
Fue así como el 28 de octubre de 1995, Sally Hambridge, una directiva de Intel, elaboró oficialmente el documento llamado RFC1855 (Request for Comments 1855), orientado a los empleados de la empresa para que aprendieran cómo comportarse en Internet, en aquella época, algo mucho más minoritario que ahora. Este documento define las reglas de etiqueta de la red en nombre de la comunidad abierta que participa en el desarrollo de estándares de Internet, el IETF (Internet Engineering Task Force, en español, 'Grupo de Trabajo de Ingeniería de Internet') y especialmente, dentro de este, para el RUN (Responsible Use of the Network Working Group, en español, 'Grupo de Trabajo de Uso Responsable de la Red).
Sin embargo, estas normas de netiqueta no son rígidas e inamovibles, sino que se adaptan a cada comunidad o grupo social, quienes van elaborando sus propias reglas, e incluso designando a personas encargadas única y exclusivamente de su cumplimiento.
El libro Netiquette de Virginia Shea publicado en 1994 contiene 10 reglas básicas de comportamiento en la red:
1. Nunca olvide que la persona que lee el mensaje es otro ser humano con sentimientos que pueden ser lastimados..
2. Adhiérase a los mismos estándares de comportamiento en línea que usted sigue en la vida real.
3. Escribir todo en mayúsculas se considera como gritar y, además, dificulta la lectura.
4. Respete el tiempo y el ancho de banda de otras personas.
5. Muestre el lado bueno de sí mismo mientras se mantenga en línea.
6. Comparta sus conocimientos con la comunidad.
7. Ayude a mantener los debates en un ambiente sano y educativo.
8. Respete la privacidad de terceras personas.
9. No abuse de su poder o de las ventajas que pueda usted tener.
10. Excuse los errores de otros. Comprenda los errores de los demás igual que usted espera que los demás comprendan los suyos.

Estos imperativos, o mandamientos, se pueden sintetizar en dos: Ponerse en el lugar del otro siempre que utilicemos la red y pensar que el otro no es siempre como yo.

## Ciudadanía digital
La ciudadanía digital es la forma en que una persona debe actuar al utilizar la tecnología digital en línea, también se ha definido como "la capacidad de participar en la sociedad en línea". El término se menciona a menudo en relación con la seguridad en Internet y la netiqueta. El término se ha utilizado ya en 1998 y ha sufrido varios cambios en su descripción a medida que los nuevos avances tecnológicos han cambiado el método y la frecuencia con que las personas interactúan entre sí en línea.